# 法亮
法亮（？—？）阿鲁特氏，满洲镶黄旗人，清朝外戚。

## 生平
法亮为廉定的嗣子。光绪二十七年十二月甲辰，袭三等承恩公。